# Davor Ivo Stier
Davor Ivo Stier, hrvaški politik in diplomat * 6. januar 1972 Buenos Aires, Argentina. 
Trenutno je član Hrvaške demokratske skupnosti. Bil je poslanec v hrvaškem parlamentu v letih 2011–2013, poslanec v Evropskem parlamentu v letih 2013–2016, pa tudi 13. minister za zunanje in evropske zadeve Hrvaške v letih 2016–2017.